# FK Željezničar Istočno Sarajevo
Fudbalski klub Željezničar, (srp.Фудбалски клуб Жељезничар), također i kao FK Željezičar; Željezničar Srpsko Sarajevo; Željezničar Lukavica je bio nogometni klub koji je djelovao u Sarajevu i Lukavici, Istočno Sarajevo, Republika Srpska, Bosna i Hercegovina.

## O klubu
Za vrijeme rata u Bosni i Hercegovini, sarajevsko naselje Grbavica je bilo pod kontrolom bosanskih Srba, odnosno kao dio Srpskog Sarajeva u sastavu Republike Srpske. Na Grbavici se nalazi stadion "Željezničara", te je od srpskih vlasti 1993. godine osnovan novi klub – FK Željezničar Srpsko Sarajevo, koji se pozivao na "Željezničarevu" tradiciju, te je i uzeo "Željezničareve" klupske boje – plavu i bijelu. Također dio srpskih članova i igrača "Željezničara" postaju članovi novog kluba, a za šefa stručnog štaba je postavljen Jovo Radović, a trenera Duško Bajić. 

Stadion Grbavica je bio razrušen i na prvoj liniji te novi "Željezničar" na njemu nije igrao. Od 1993. do 1995. godine klub je većinom igrao prijateljske utakmice protiv klubova iz tadašnje SR Jugoslavije. 

Daytonskim sporazumom 1995. godine je Grbavica vraćena u sastav Sarajeva pod bošnjačkom kontrolom, odnosno Federaciji Bosne i Hercegovine, te Sarajevske županije. 1996. godine većina Srba napušta Grbavicu, a "Željezničar" nalazi novo sjedište u Lukavici, koja ostaje dio Srpskog Sarajeva (kasnije Istočno Sarajevo). 
 
Klub od sezone 1995./96. sudjeluje u 1. ligi Republike Srpske i 2. ligi Republike Srpske. 1998. godine ispadaju iz 1. lige RS, te dolazi do rasformiranja kluba i njegova spajanja s drugim raskolničkim klubom – "Sarajevom", koje se 1999. godine gasi i spaja sa "Slavijom" koja je tako došla u posjed "Željezničareva" stadiona u Lukavici u izgradnji, na kojem i danas igra.

## Uspjesi
- Druga liga RS – skupina Srpsko Sarajevo 
  - prvak: 1996./97.

## Unutrašnje poveznice
- Istočno Sarajevo
- Lukavica
- FK Željezničar
- FK Sarajevo (Istočno Sarajevo)
- FK Slavija Istočno Sarajevo